# Capneidae
Capneidae Gosse, 1860 è una famiglia di celenterati antozoi dell'ordine Actiniaria.

## Tassonomia
La famiglia comprende i seguenti generi:
- Actinoporus Duchassaing, 1850
- Aureliania Gosse, 1860
- Capnea Forbes, 1841